# Anja Groth
Anja Groth (født 1974, Gentofte) er en dansk biokemiker professor på Novo Nordisk Foundation Center for Protein Research på Københavns Universitet, der forsker i molekylær cellebiologi, epigenetik kromatin, replikation og kromosomstabilitet.
Groth gik på H.C. Ørsted Gymnasiet (HTX) i Ballerup.
Hun blev uddannet cand.scient. i biokemi fra Københavns Universitet i 2000, og hun læste herefter en ph.d. i molekylærbiologi samme sted, som blev færdig i 2004. Hun arbejdede herefter som postdoc i nogle år, inden hun blev ansat som lektor og gruppeleder på Biotech Research and Innovation Centre (BRIC), KU. Fra 2016-2019 var hun professor samme sted, og i 2020 blev hun professor på Novo Nordisk Foundation Center for Protein Research.
Hun er medlem af Videnskabernes Selskab, hvilket hun blev i 2016.
I 2018 modtog hun EliteForsk-prisen, der uddeles årligt af Uddannelses- og Forskningsministeriet til forskere under 45 år.
I 2020 modtog hun Dronning Margrethe ll’s Videnskabspris.